# Spoorlijn Zollikofen - Bern
De spoorlijn Zollikofen - Bern is een Zwitserse spoorlijn tussen Zollikofen en Bern van de voormalige spoorwegonderneming Bern-Zollikofen-Bahn (afgekort BZB). De BZB reed op een van de voorstad lijnen van de stad Bern aansloot op het stadsnet.

## Geschiedenis
In april 1909 had een comité de bouw van een metersporige lijn als lange-afstandtramlijn tussen Zollikofen–Tiefenaubrücke–Bern bedacht. In juni 1909 werd de concessie aan het comité verstrekt. Het comité moest bij de bouw rekening houden met de plannen voor de spoorlijn Solothurn–Zollikofen–Bern-Bahn, alsmede de Worblentalbahn
Op 13 juli 1912 werd het traject geopend. Het oorspronkelijke enkelsporige traject werd beschouwd als stamlijn Bern Tierspital–Tiefenaubrücke–Zollikofen en de zijlijn Tiefenaubrücke–Worblaufen. In Worblaufen ontstond ook een depot en werkplaats van de BZB. In Bern werden tussen Bern Tierspital tot de Bahnhofplatz bij het station Bern de sporen van het stadsnet gebruikt. Bij het station Bern had de BZB een eigen halte op een eigen stuk spoor die zich naast de Heiliggeistkirche. Voor het rangeren werden sporen van het stadsnet gebruikt.
Op 25 augustus 1913 opende de Worblentalbahn (WT) het traject Ittigen – Worblaufen die in Worblaufen aansloot op de lijn van de BZB.
Op 10 april 1916 opende de Elektrische Schmalspurbahn Solothurn–Bern (ESB) het traject Solothurn – Bern die in Worblaufen aansloot op de lijn van de BZ

## Traject
Het 8 km lange traject voert volledig door de straten van Zollikofen over Unterzollikofen en de Tiefenaubrücke (tegenwoordig Worblaufen) en Wildpark naar Bern-Tierspital. Aan het eindpunt van het traject bij Bern Tierspital tot de Bahnhofplatz bij het station Bern worden de sporen van het stadsnet gebruikt.
Het dienststation Wildpark mankeert de plaats waar het traject in 1965 de oorspronkelijke lijn liep nu de Schanzentunnel ondergronds loopt naar het station Bern. Dit station is voorzien van vier kopsporen met perron. In hetzelfde jaar kon ook de dubbelsporige spoorwegbrug naast de verkeersbrug te Worblaufen in gebruik worden genomen.
Op 24 mei 1974 was met de opening van het dubbelsporige traject Worblaufen–Bern een mijlpaal in de geschiedenis bereikt. Door dit diepgelegen traject ontstond er een scheiding tussen wegverkeer en spoorverkeer naar het ondergronds station gelegen onder het SBB station.

## Fusie
In opdracht van het kanton Bern kwam op 1 januari 1922 de fusie van de Bern–Zollikofen-Bahn (BZB) met de Elektrischen Schmalspurbahn Solothurn-Bern (ESB) tot stand als Solothurn–Zollikofen–Bern-Bahn (SZB). De SZB werkte sinds 1973 samen met de Vereinigten Bern-Worb-Bahnen (VBW). In 1984 fuseerde de SZB de Vereinigten Bern-Worb-Bahnen (VBW) en gingen verder als Regionalverkehr Bern-Solothurn (RBS).
Reeds in 1974 nam de VBW het S-Bahn concept in gebruik voor haar lijnen rond Bern. Sinds de wijziging van de dienstregeling van december 2004 werd de lijn W, SE, Z van de RBS aangemerkt als S7, S8, S9.

## Elektrische tractie
Het traject van de BZB werd in 1912 geëlektrificeerd met een spanning van 1200/1300 volt gelijkstroom.